# 니이다촌 (후쿠시마현 아다치군)
니이다촌(仁井田村)은 후쿠시마현 아다치군에 존재했던 촌이다. 현재의 모토미야시에 해당한다.

## 역사
- 1889년 4월 1일 - 정촌제 시행에 의해 니이다촌이 단독으로 촌제를 시행해 아다치군 니이다촌이 성립하였다.
- 1954년 3월 31일 - 니이다촌은 모토미야정, 아라이촌, 아오타촌과 합병해 새로운 모토미야정이 성립하여, 니이다촌은 소멸하였다.

인구
| 1889년 | 697   |
| 1920년 | 804   |
| 1947년 | 1,178 |

## 교통

### 도로
- 1급국도
  - 국도 제4호선

## 참고문헌
- 角川日本地名大辞典編纂委員会『가도카와 일본 지명 대사전 7 福島県』、가도카와 쇼텐、1981年 ISBN 4040010701
- 日本加除出版株式会社編集部『全国市町村名変遷総覧』、日本加除出版、2006年、ISBN 4817813180